# Eduardo Rodríguez Lázaro
Eduardo Ulises Rodríguez Lázaro (Azángaro, 15 de marzo de 1967) es un político peruano. Fue consejero regional de Lima entre 2007 y 2014 y alcalde provincial de Yauyos entre 1996 y 2002.
Nació en Azángaro, Perú, el 15 de marzo de 1967. Cursó sus estudios primarios en su ciudad natal y los secundarios en la ciudad de Chincha. Entre 1985 y 1992 cursó estudios superiores de derecho en la Universidad Nacional San Luis Gonzaga de la ciudad de Ica.
Su primera participación política se dio en las elecciones municipales de 1995 cuando fue elegido como alcalde de la provincia de Yauyos siendo reelegido en las elecciones municipales de 1998. En las elecciones municipales del 2002 se presentó para su segunda reelección por el Partido Aprista Peruano perdiendo esa elección. Participó, luego, en las elecciones regionales del 2006 como candidato a consejero regional por la Concertación para el Desarrollo Regional - Lima obteniendo la elección y siendo reelegido para ese cargo en las elecciones regionales del 2010.
En el año 2013 fue suspendido de su cargo de consejero regional debido a que la Sala Penal Permanente de la Corte Suprema de Justicia de la República del Perú confirmó que Rodríguez se encontraba con mandato de detención y orden de captura vigente